# イラク族
イラク族（イラクぞく、Iraqw）は、タンザニアに住むナイロ・ハム系部族。

## 居住地
タンザニアの森林に覆われた高地地方、ムブルとフィユメ両地方に住んでいる。イラク族の住む土地は、それぞれ世襲首長が支配するいくつかの小さな境域に分かれている。

## 生活
穀類を栽培するかたわらで、ウシを飼育している。主食はトウモロコシ。

## 宗教
特殊氏族に属する祭司の手によって、祖先の霊に生贄を捧げている。